# Berniniella silvatica
Berniniella silvatica är en kvalsterart som först beskrevs av Vasiliu och Calugar 1976.  Berniniella silvatica ingår i släktet Berniniella och familjen Oppiidae. Inga underarter finns listade.